# Parc médiéval de l'Évêque
Le Parc l'Évêque est un parc créé au XIe siècle à Coutances, rue de la Verjusière. Il est également partiellement situé sur les territoires des communes de Courcy et Saint-Pierre-de-Coutances.
Unique en France, il est le seul parc médiéval inscrit au titre des monuments historiques, par arrêté du 2 novembre 1988.

## Historique
Le parc a été créé entre 1050 et 1057 par l'évêque Geoffroy de Montbray, alors que la cathédrale de Coutances fut inaugurée en 1056. Ce dernier a acheté plus de 102 hectares sur le territoire de Coutances pour y installer un grand parc. Le parc, à son époque, destiné à la conservation d'animaux dit exotiques (sauvages) pour la chasse, était un lieu fermé au public, réservé à une certaine élite.
Entre 1251 et 1274, Jean d'Essay, évêque de Coutances, fait rédiger le Livre Noir où nous avons puisé le texte fondamental qui indique :
- deux étangs avec des moulins ;
- double fossé et palissade de pieux de bois ;
- semences de glands et plantation de chênes et hêtres ;
- l'introduction de cerfs anglais.

Durant 750 ans, jusqu'à la fin de l'Ancien Régime, les évêques de Coutances l'entretiendront sans le transformer profondément.
Après la Révolution française, les 102 hectares de Geoffroy de Montbray seront partagés, et l'actuel Parc de l'Évêque deviendra le premier jardin public de la ville de Coutances. Le cœur du parc est aujourd'hui une réserve naturelle, reconstituée par les propriétaires actuels. Il est pour le moment fermé au public pour des raisons de préservation du milieu naturel, mais peut être visité sur demande. Un projet d'ouverture est à l'étude.

## Description

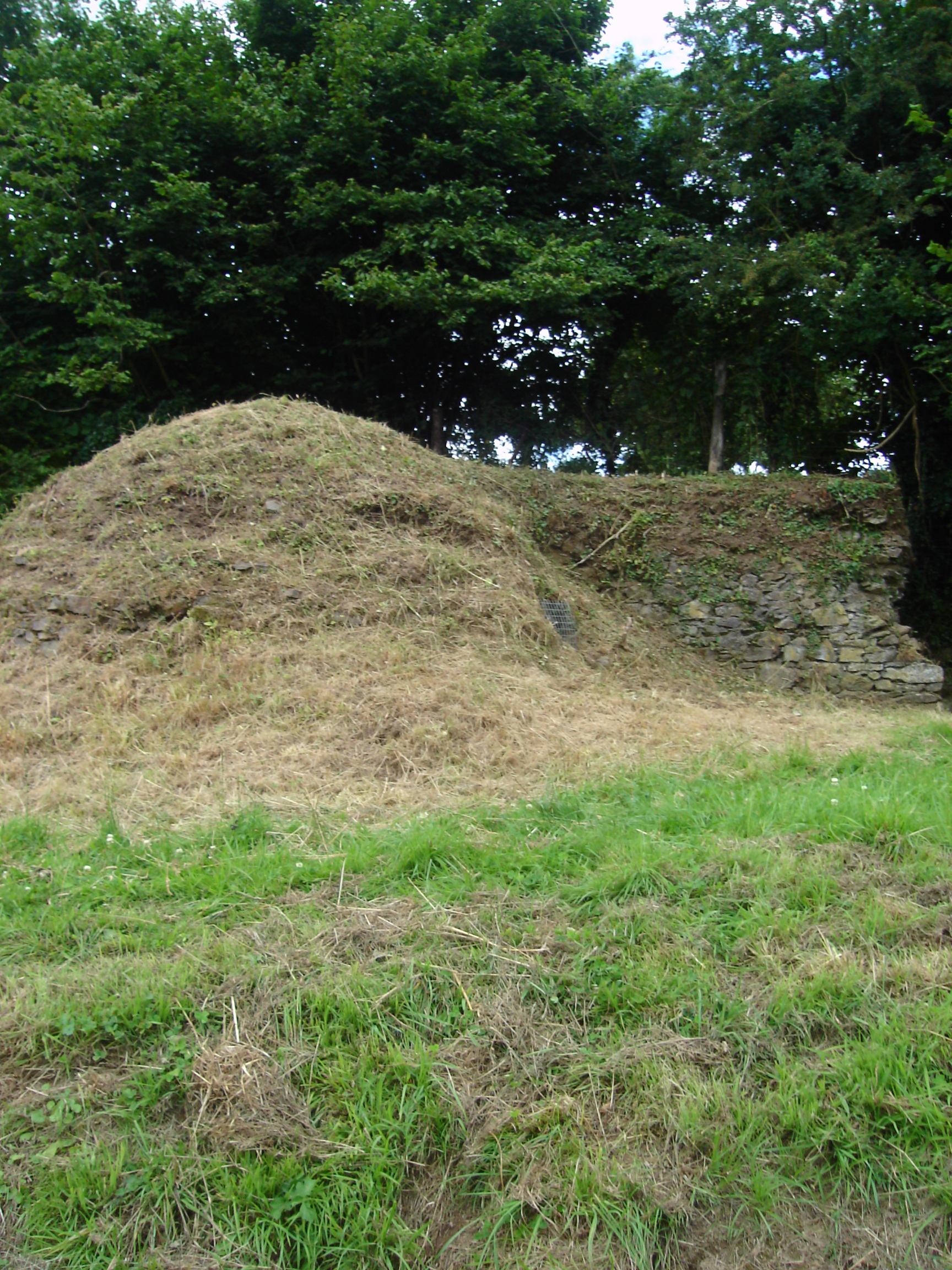
Vue extérieure de la glacière du Parc médiéval de l'Évêque.

Le parc renferme une glacière, c'est-à-dire d'un trou dans le sol rempli de neige et de glace qui faisait office de glacière en conservant de la glace. Le trou est profond de six mètres et au fond se trouve un système d'évacuation qui chassait la neige fondue dans le plan d'eau du parc. Il est évident que ce matériel était très coûteux à son époque. L'argent nécessaire à sa création vient du Vatican, car le propriétaire actuel du parc a retrouvé un sceau papal dans la construction.
Le plan d'eau, anciennement divisé en deux et alimenté par le Prépont, est aujourd'hui fermé et fusionné en un grand plan d'eau. La pêche y est possible pour les enfants, car les propriétaires actuels du terrain ont voulu réintégrer des animaux comme à l'époque, le parc étant une réserve de chasse pour l'évêque et ses fréquentations.
Cela explique la présence d'animaux comme les daims. Il y a quelques années les propriétaires du Parc ont traduit d'un parchemin d'époque en latin traitant des espèces présentes dans le parc, la plupart venant d'Angleterre. Ils y ont trouvé l'espèce cervus qui a pour sens cerf mais aussi daim. Les possesseurs du parc ont d'abord pensé au cerf, mais cette espèce n'aime pas la captivité, même dans un grand parc, et devient rapidement agressive. Actuellement, il reste quelques biches, mais le cerf principal a été retiré du parc car il devenait trop dangereux. On peut également y croiser des paons, des palmipèdes (notamment des oies) et des équidés.
Les possesseurs actuels du parc l'Évêque ont reconstitué, avec le concours des Coutançais, une partie du bois. À l'époque, il devait y avoir de grands arbres qui étaient destinés à la construction navale ou des bâtiments importants, comme la charpente de la cathédrale Notre-Dame de Coutances.
Le site possède aussi une fontaine ferrugineuse et sulfureuse qui fut accessible au public pour ses vertus thérapeutiques après la Révolution française. Elle fut longtemps laissée à l'abandon, puis restaurée par les propriétaires actuels.
Un bilan des ressources locales, sous Napoléon, nous parle de l'existence d'un ancien château datant de l'époque féodale dans le territoire qui fut possédé par l'évêque Geoffroy de Montbray, dont il resterait quelques murs et une tourelle. On ne l'a pour l'instant jamais retrouvé. Le possesseur actuel du parc l'Évêque a retrouvé des briques sur le site. Des archéologues lui ont confirmé qu'il s'agit d'une brique romaine. Il y aurait donc eu une villa romaine dans ce lieu à l'époque gallo-romaine (vers le VIe siècle).
Deux des portes d'accès au parc : la Grande Porte et la Porte Saint-Lô sont situées sur l'ancienne commune de Saint-Nicolas-de-Coutances.

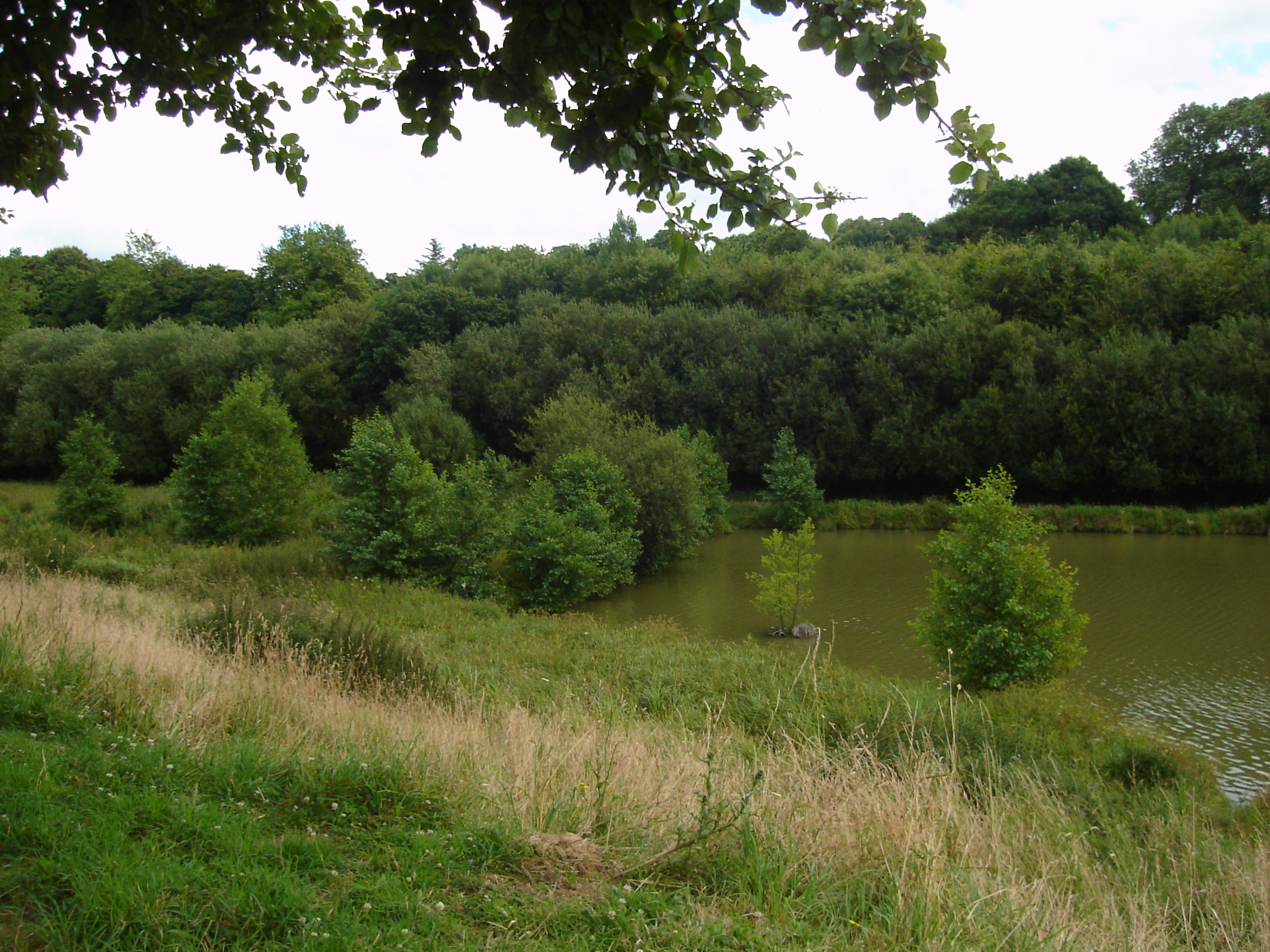
Vue du plan d'eau du parc médiéval de l'Évêque, on aperçoit le petit bois reconstitué au troisième plan.

## Restauration
Le chantier des trois vallées
Depuis 1996, l'Association pour la mise en valeur des rivières et les initiatives locales (AVRIL) encadre un chantier d'insertion de jeunes sans emploi, recrutés par le CCAS de Coutances.
Le travail accompli a permis l'ouverture de la boucle du Bulsard en 1999. Le chantier s'est poursuivi sur la vallée du Prépont à hauteur du Parc l'Évêque et du bois de la Guérie.
Bientôt ces travaux permettront de relier la Guérie à l'Aquascole et de randonner autour de la ville de Coutances.